# من أنت: المدرسة (مسلسل كوري)
 من أنت: المدرسة  (باللغة الكورية|후아유: 학교) (بالإنجليزية: "  Who Are You: School"): مسلسل تلفزيوني كوري؛ رومانسي، مدرسي، شبابي، غموض. بدأ عرضه في 27 أبريل 2015.

## القصة
تدور أحداث دراما "Who Are You: School 2015" في أرقى مدرسة في كوريا بمقاطعة كانغنام في سيول. وتتحدث عن "Lee Eun Bi" وهي طالبة منبوذة كانت قد فقدت وتم إجادها لكنها فقدت ذاكرتها. فتغيرت شخصيتها لتصبح بعد ذلك فتاة مشهورة ومحبوبة في المدرسة. فتحاول أن تكتشف كيف فقدت ذكرتها. وأثناء ذلك تكتشف الحقيقة والخبايا حول مدرستها الراقية والمشهورة.

## البطولة
- Kim So-Hyun : في دور Lee Eun-Bi / Lee Eun-Byeol
- Nam Ju-Hyuck : في دور Han Yi-An
- Yook Sung-Jae : في دور Kong Tae-Gwang
- Lee Pil-Mo : في دور الأستاذ Kim Joon-Seok
- Kim Hee-Jung : في دور Cha Song-Joo
- Lee Cho-Hee : في دور Lee Shi-Jin
- David Lee : في دور Park Min-Joon
- Yoo Young : في دور Jo Hae-Na

## روابط خارجية
- من أنت: المدرسة 2015 على موقع IMDb (الإنجليزية)
- من أنت: المدرسة 2015 على موقع نتفليكس (الإنجليزية)
- من أنت: المدرسة 2015 على موقع كينوبويسك (الروسية)
- من أنت: المدرسة 2015 على موقع قاعدة بيانات الفيلم (الإنجليزية)